# القل
القل مدينة وبلدية بدائرة القل ولاية سكيكدة الجزائرية.
تعود المنطقة إلى الجذور الكتامية الأمازيغية، مرّ على ناحية القل العديد من الحضارات القديمة كـالفينيقيين والرومان، تتميز هذه المدينة حاليا بطابعها السياحي إذ تتوفر على العديد من الشواطئ والخلجان، من أهمها شاطئ «تمنارت» ببلدية الشرايع. ومن أهم العروش التي تسكن القل لعشاش بني سعيد بني توفوت، بني اسحاق، بني مهنة، بني والبان ،بني صبيح، ويشاوة، و أولاد عطية. تعرف مدينة القل أيضا ب«راس بوقارون» bougaroun المتواجد بمنطقة تمنارت. يتكلم سكان مدينة القل بلهجة هي مزيج بين العربية والفرنسية بحكم الاستدمار الفرنسي الذي امتد الى قرن واثنين وثلاثين سنة. 

## تاريخ
تعاقبت على المدينة عدة حضارات قديمة كالفنيقيين والرومان والاستعمار الفرنسي، إذ تضم كنيسة فرنسية وعدة آثار قديمة. كانت القل منطقة هامة وفعالة أثناء الثورة التحريرية بفضل جبالها وغاباتها حيث قاد سكان أولاد الزاحي هجومات 20 أغسطس 1955 وهم قرى أغبال، الدردار، زروبة، لعنينب، الزاوية، لمزارى ولبكاكشة وقد انطلقت أولى العناصر من منطقة اغبال لتتجمع بطهر الكاف بالدردار مرورا بزروبة والزاوية، ليلتقي الجميع بمنطقة لحراش أسفل قرية سيدي علي (علي الشارف قديما)

## البنية الطبيعة
تتميز مدينة القل باحتوائها على سلسلة جبلية ومن أبرزها جبل القوفي (1183 متر)، جبل سيدي عاشور (540 متر) وجبال الطرس.
تعرف بشواطئها الكثيرة ومن أشهرها شاطئ تمنارت ببلدية الشرايع، بالإضافة إلى: عين الدولة، لبرارك، عين أم القصب، كسير الباز والقبية

## النشاط الاجتماعي والاقتصادي
يعتمد سكان هذه المدينة على بيع السمك بالدرجة الأولى، وتعرف الفئات الأخرى نشاط في قطاعات أخرى،
كصناعة الفلين، الصحة، التعليم وغيرها.

## الرياضة والمناطق
تملك القل فريق كرة قدم ينشط في مستوى قسم الهواة بعد أن كان قد لعب فترة 10 سنوات في القسم الوطني الأول، واسمه: وفاق القل وفريق آخر هو وداد بلدية القل، بالإضافة إلى الجودو والكراتيه والكرة الطائرة ورياضات أخرى.

## العروش المكونة للمدينة
تملك مدينة القل عدة مناطق مهمة، كدوار سيدي عاشور الذي يطلق على سكانه اسم «لعشاش»، شبه جزيرة التي تدعى الجردة، بالإضافة إلى حي شاهولي عمار أو كما يعرف باسم «دارعمر» الذي معظم سكانه يمارسون حرفة الزراعة حيث تتميز هذه المنطقة بقلة التلوث، من أهم مناطق المدينة أيضا منطقة «بني سعيد» الواقعة تحت جبل «سيدي عاشور» رمز مدينة القل بالإضافة إلى منطقة تلزة الزراعية والمعروفة بشاطئ «عين أم القصب» ومنطقة القرية.[بحاجة لمصدر]

## أعلام
- زيزة مسيكة
- عبد الرزاق بوحارة